# Józef Roman Utnicki
Józef Roman Utnicki (ur. 19 marca 1912 w Jedlni, zm. 1991 w Wielkiej Brytanii) – kapitan dyplomowany piechoty Polskich Sił Zbrojnych, jeden z 13 Polaków odznaczonych norweskim Krzyżem Wojennym.

## Życiorys
Utnicki pochodził z Jedlni obok Radomia. Był prymusem Szkoły Podchorążych Piechoty w Komorowie. Na stopień podporucznika został mianowany ze starszeństwem z 15 października 1935 i 1. lokatą w korpusie oficerów piechoty. Na stopień porucznika został mianowany ze starszeństwem z 19 marca 1939 i 17. lokatą w korpusie oficerów piechoty. W tym samym miesiącu pełnił służbę w 72 Pułku Piechoty na stanowisku dowódcy plutonu 9. kompanii. W czasie kampanii wrześniowej dowodził wspomnianą kompanią.
Został przydzielony do Samodzielnej Brygady Strzelców Podhalańskich, gdzie objął dowództwo po kapitanie Stanisławie Nowickim. Dowodził I kompanią strzelecką w I batalionie Samodzielnej Brygady Strzelców Podhalańskich podczas bitwy o Narwik w 1940 roku. Podczas podróżny do Norwegii zaokrętowany był na statku „Chenonceaux” pod dowództwem pułkownika dyplomowanego Benedykta Chlusewicza. Razem z I batalionem bronił półwyspu Ankenes pod rozkazami dowódcy Bohusza-Szyszko.
W 1940 roku król norweski Haakon VII odznaczył całą Brygadę pamiątkowym sznurem naramiennym w norweskich barwach narodowych: czerwonej, białej i niebieskiej, z norweskim godłem narodowym - Złotym Lwem. Odznaczenie to zostało ustanowione przez władze polskie z przyzwoleniem króla Norwegii, Haakona VII i rządu norweskiego. Utnicki został odznaczony srebrnym krzyżem Virtuti Militari V klasy oraz norweskim Krzyżem Wojennym w 1942 roku (nr 93). Po zakończeniu II wojny światowej w 1945 emigrował do Wielkiej Brytanii, gdzie zmarł w 1991 roku, jego ciało zostało przewiezione do Polski.

## Ordery i odznaczenia
- Krzyż Srebrny Orderu Wojennego Virtuti Militari
- Krzyż Wojenny nr 93 – Norwegia